# آپلیت
سنگ‌های گرانیتی ریزبلور که عمدتاً از فلدسپات و کوارتز تشکیل شده‌اند را آپلیت (انگلیسی: Aplite) می‌گویند. از دیدگاه علمی آپلیت‌ها می‌توانند از نظر شیمیایی در محدوده گرانیت و گرانودیوریت‌ها باشند. نسبت کوارتز و فلدسپات در آپلیت‌ها بسیار متغیر بوده و برخی از آنها ممکن است به رگه‌های کوارتزی ختم شوند. به‌طور کلی آپلیت‌ها و پگماتیت‌ها عمدتاً در زون‌های حاشیه‌ای توده‌های گرانیتی مشاهده می‌شوند.
آپلیت از سنگ‌های درونی است که کانیهای غالب آن کوارتز و فلدسپات است و ترکیب گرانیتی دارد. معمولاً خیلی ریزبلور با بافت شکری، سفید، خاکستری یا گوشتی‌رنگ است و اجزای اصلی آن با ذره بین قابل مشاهده است. اغلب بصورت رگه‌ای یافت می‌شوند و دایک‌هایی با ضخامت‌های متغیر را ایجاد می‌کنند.